# Kevin Bacon
Kevin Norwood Bacon (ur. 8 lipca 1958 w Filadelfii) – amerykański aktor, reżyser i producent filmowy. Laureat Złotego Globu. Zagrał główną rolę w dramacie muzycznym Footloose (1984), następnie wystąpił m.in. w kontrowersyjnym dreszczowcu prawniczym o spisku historycznym JFK (1991) oraz w dramatach: Ludzie honoru (1992), Apollo 13 (1995), Uśpieni (1996),  Zły dotyk (2004) i Rzeka tajemnic (2003). Użyczył głosu tytułowemu bohaterowi w Balto (1995).
30 września 2003 otrzymał własną gwiazdę w Alei Gwiazd w Los Angeles znajdującą się przy 6356 Hollywood Boulevard.

## Życiorys

### Wczesne lata
Urodził się w Filadelfii w stanie Pensylwania. Jest najmłodszym z sześciorga dzieci nauczycielki szkoły podstawowej i byłej działaczki liberalnej Ruth Hildy (z domu Holmes; 1916-1991) i urbanisty Edmunda Norwooda Bacona (1910-2005).
Gdy miał 17 lat, został jednym z najmłodszych uczniów Circle in the Square Theater School w Nowym Jorku. Uczęszczał do Julia R. Masterman High School. W 1976 ukończył Kent School.

### Kariera
Po ekranowym debiucie w roli srogiego Chipa Dillera w komedii Johna Landisa Menażeria (Animal House, 1978) zagrał na scenie off-Broadwayu w spektaklach: Odzyskać dziecko (Getting Out, 1978), Album (1980) i Forty Deuce (1982) jako Ricky. Po raz pierwszy pojawił się na małym ekranie w dwóch operach mydlanych CBS: Poszukiwanie jutra (Search for Tomorrow, 1979) w roli Todda Adamsona i Guiding Light (1980-81) jako T.J. „Tim” Werner. Zebrał znakomite recenzje za postać sarkastycznego Timothy’ego Fenwicka w tragikomedii Barry’ego Levinsona Diner (1982). W 1982 zdobył nagrodę Obie za kreację Franka Wozniaka w spektaklu Paula Rudnicka Biedne małe owieczki (Poor Little Lambs).
W 1983 zadebiutował na Broadwayu w roli Phila McCanna w przedstawieniu Słabi chłopcy (The Slab Boys) u boku Seana Penna i Vala Kilmera. Przełomem w jego karierze okazała się kreacja Rena McCormicka, nastolatka z Chicago w dramacie muzycznym Footloose (1984). Stał się idolem nastolatek i trafił na okładki magazynów, takich jak „Bravo” i „People”.
Za rolę 17-letniego skazańca Henriego Younga w dramacie sądowym Morderstwo pierwszego stopnia (Murder in the First, 1995) otrzymał nagrodę Critics’ Choice.
W 2010 za rolę amerykańskiego podpułkownika piechoty morskiej Michaela Strobla w telewizyjnym dramacie wojennym HBO Podróż powrotna (Taking Chance, 2009) zdobył Złoty Glob dla najlepszego aktora w miniserialu lub filmie telewizyjnym. W 2013 został uhonorowany nagrodą Saturna w kategorii najlepszy aktor telewizyjny za postać byłego agenta FBI - Ryana Hardy w serialu Fox The Following (2013–2015). Jako John Swigert w dramacie historycznym Apollo 13 (1995) odebrał nagrodę Gildii Aktorów Ekranowych za wybitny występ filmowego zespołu aktorskiego.

## Życie prywatne
W latach 1979–1987 spotykał się z Tracy Pollan. 4 września 1988 poślubił aktorkę Kyrę Sedgwick. Mają dwoje dzieci: syna Travisa (ur. 23 czerwca 1989 w Los Angeles) i córkę Susie Ruth (ur. 15 marca 1992).

## Filmografia

### Filmy
| Rok  | Tytuł                                                        | Rola                                            | Reżyser                               |
| ---- | ------------------------------------------------------------ | ----------------------------------------------- | ------------------------------------- |
| 1978 | Menażeria (National Lampoon's Animal House)                  | Chip Diller                                     | John Landis                           |
| 1979 | Zacznijmy od nowa (Starting Over)                            | Mąż                                             | Alan J. Pakula                        |
| 1979 | The Gift (TV)                                                | Teddy                                           | Don Taylor                            |
| 1980 | Piątek, trzynastego (Friday the 13th)                        | Jack Burrell                                    | Sean S. Cunningham                    |
| 1980 | Hero At Large                                                | Nastolatek                                      | Martin Davidson                       |
| 1981 | Tylko gdy się śmieję (Only When I Laugh)                     | Don                                             | Glenn Jordan                          |
| 1982 | Forty Deuce                                                  | Rickey                                          | Paul Morrissey                        |
| 1982 | Diner                                                        | Timothy Fenwick Jr.                             | Barry Levinson                        |
| 1983 | Morderczy demon (The Demon Murder Case, TV)                  | Kenny Miller                                    | William Hale                          |
| 1983 | Enormous Changes at the Last Minute                          | Dennis                                          | Mirra Bank, Ellen Hovde, Muffie Meyer |
| 1984 | Footloose                                                    | Ren MacCormack                                  | Herbert Ross                          |
| 1984 | Mister Roberts (TV)                                          | Ens. Frank Pulver                               | Melvin Bernhardt                      |
| 1985 | Mała siostra (The Little Sister)                             | kurator sądowy                                  | Jan Egleson                           |
| 1986 | Quicksilver                                                  | Jack Casey                                      | Thomas Michael Donnelly               |
| 1987 | Lato białej wody (White Water Summer)                        | Vic                                             | Jeff Bleckner                         |
| 1987 | Samoloty, pociągi i samochody (Planes, Trains & Automobiles) | taksówkarz                                      | John Hughes                           |
| 1987 | Koniec linii (End of the Line)                               | Everett                                         | Jay Russell                           |
| 1988 | Lemon Sky (TV)                                               | Alan                                            | Jan Egleson                           |
| 1988 | Ona będzie miała dziecko (She’s Having a Baby)               | Jefferson „Jake” Edward Briggs                  | John Hughes                           |
| 1989 | Kawał kina (The Big Picture)                                 | Nick Chapman                                    | Christopher Guest                     |
| 1989 | Prawo i sprawiedliwość (Criminal Law)                        | Martin Thiel                                    | Martin Campbell                       |
| 1990 | Wstrząsy (Tremors)                                           | Valentine „Val” McKee                           | Ron Underwood                         |
| 1990 | Linia życia (Flatliners)                                     | David Labraccio                                 | Joel Schumacher                       |
| 1991 | JFK                                                          | Willie O’Keefe                                  | Oliver Stone                          |
| 1991 | Jego zdaniem, jej zdaniem (He Said, She Said)                | Dan Hanson                                      | Ken Kwapis, Marisa Silver             |
| 1991 | Przyjaciele w Queens (Queens Logic)                          | Dennis                                          | Steve Rash                            |
| 1991 | Piraci seksu (Pyrates)                                       | Ari                                             | Noah Stern                            |
| 1992 | Ludzie honoru (A Few Good Men)                               | kapitan Jack Ross                               | Rob Reiner                            |
| 1994 | Król kosza (The Air Up There)                                | Jimmy Dolan                                     | Paul Michael Glaser                   |
| 1994 | Dzika rzeka (The River Wild)                                 | Wade                                            | Curtis Hanson                         |
| 1995 | Apollo 13                                                    | John Swigert                                    | Ron Howard                            |
| 1995 | Balto                                                        | Balto (głos)                                    | Simon Wells                           |
| 1995 | Morderstwo pierwszego stopnia (Murder in the First)          | Henri Young                                     | Marc Rocco                            |
| 1996 | Uśpieni (Sleepers)                                           | Sean Nokes                                      | Barry Levinson                        |
| 1997 | Jak kłamać w Ameryce (Telling Lies In America)               | Billy Magic                                     | Guy Ferland                           |
| 1997 | Idąc na całość (Destination Anywhere)                        | Mike                                            | Mark Pellington                       |
| 1997 | Mąż idealny (Picture Perfect)                                | Sam Mayfair                                     | Glenn Gordon Caron                    |
| 1998 | Dzikie żądze (Wild Things)                                   | Ray Duquette                                    | John McNaughton                       |
| 1998 | Na przekór całemu światu (Digging To China)                  | Ricky Schroth                                   | Timothy Hutton                        |
| 1999 | Opętanie (Stir of Echoes)                                    | Tom Witzky                                      | David Koepp                           |
| 2000 | Człowiek widmo (Hollow Man)                                  | Sebastian Caine                                 | Paul Verhoeven                        |
| 2000 | Mój przyjaciel, Skip (My Dog Skip)                           | Jack Morris                                     | Jay Russell                           |
| 2001 | Nowokaina (Novocaine)                                        | Lance Phelps                                    | David Atkins                          |
| 2002 | 24 godziny (Trapped)                                         | Joe Hickey                                      | Luis Mandoki                          |
| 2002 | Na żywo z Bagdadu (Live From Baghdad)                        | w roli samego siebie (niewymieniony w czołówce) | Mick Jackson                          |
| 2003 | Rzeka tajemnic (Mystic River)                                | Sean Devine                                     | Clint Eastwood                        |
| 2003 | Tatuaż (In The Cut)                                          | John Graham                                     | Jane Campion                          |
| 2004 | Jaskinie serca (Cavedweller)                                 | Randall Byrd                                    | Lisa Cholodenko                       |
| 2004 | Natural Disasters: Forces of Nature (film krótkometrażowy)   | narrator                                        | George Casey                          |
| 2004 | Zły dotyk (Woodsman)                                         | Walter                                          | Nicole Kassell                        |
| 2005 | Salon piękności (Beauty Shop)                                | Jorge                                           | Bille Woodruff                        |
| 2005 | Ukochany synek (Loverboy)                                    | Marty                                           | Kevin Bacon                           |
| 2005 | Gdzie leży prawda (Where the Truth Lies)                     | Lanny Morris                                    | Atom Egoyan                           |
| 2007 | The Air I Breathe                                            | Love                                            | Jieho Lee                             |
| 2007 | Wyrok śmierci (Death Sentence)                               | Nick Hume                                       | James Wan                             |
| 2008 | Frost/Nixon                                                  | Jack Brennan                                    | Ron Howard                            |
| 2009 | Podróż powrotna (Taking Chance, TV)                          | Michael Strobl                                  | Ross Katz                             |
| 2011 | Biały słoń (Elephant White)                                  | Jimmy, Brytyjczyk                               | Prachya Pinkaew                       |
| 2011 | X-Men: Pierwsza klasa (X-Men: First Class)                   | Sebastian Shaw                                  | Matthew Vaughn                        |
| 2011 | Kocha, lubi, szanuje (Crazy, Stupid, Love)                   | David Lindhagen                                 | Glenn Ficarra, John Requa             |
| 2012 | Samochód Jayne Mansfield (Jayne Mansfield's Car)             | Carroll Caldwell                                | Billy Bob Thornton                    |
| 2013 | Skum Rocks!                                                  | w roli samego siebie                            | Clay Westervelt                       |
| 2013 | R.I.P.D. Agenci z zaświatów (R.I.P.D.)                       | Bobby Hayes                                     | Robert Schwentke                      |
| 2015 | Cop Car                                                      | szeryf Kretzer                                  | Jon Watts                             |
| 2015 | Black Mass                                                   | Charles McGuire                                 | Scott Cooper                          |
| 2016 | Dzień patriotów (Patriots Day)                               | Richard DesLauriers                             | Peter Berg                            |
| 2022 | Space Oddity                                                 | Jeff McAllister                                 | Kyra Sedgwick                         |
| 2022 | They/Them                                                    | Owen Whistler                                   | John Logan                            |
| 2022 | Droga donikąd (One Way)                                      | Fred Sullivan Sr.                               | Andrew Baird                          |
| 2023 | Zostaw świat za sobą (Leave the World Behind)                | Danny                                           | Sam Esmail                            |
| 2023 | The Toxic Avenger                                            | Bob Garbinger                                   | Macon Blair                           |
| 2024 | MaXXXine                                                     | John Labat                                      | Ti West                               |
| 2024 | Gliniarz z Beverly Hills: Axel F (Beverly Hills Cop: Axel F) | Kapitan Cade Grant                              | Mark Molloy                           |

### Seriale
- 1979: Search for Tomorrow jako Todd Adamson
- 1980–1981: Guiding Light jako T.J. „Tim” Werner
- 1991: Saturday Night Live – gość
- 1994: Frasier jako Vic (głos)
- 1996: Szaleję za tobą (Mad About You) – w roli samego siebie
- 2002, 2006: Will & Grace – w roli samego siebie
- 2006–2009: Podkomisarz Brenda Johnson – reżyseria
- 2010: Znudzony na śmierć (Bored to Death) – w roli samego siebie
- 2011: Robot Chicken jako Pringle / Ren McCormack (głos)
- 2013–2015: The Following jako Ryan Hardy
- 2016–2017: I Love Dick jako Dick
- 2019: SMILF – w roli samego siebie
- 2019–2022: Miasto na wzgórzu (City on a Hill) jako Jackie Rohr
- 2022: Strażnicy Galaktyki: Coraz bliżej święta (The Guardians of the Galaxy Holiday Special) – w roli samego siebie
- 2023: RuPaul’s Drag Race – gość specjalny